# Филипп-Мари-Альбер де Монморанси
Филипп-Мари-Альбер де Монморанси (фр. Philippe-Marie-Albert de Montmorency; ум. 25 октября 1691, Бриансон), принц де Робек, маркиз де Морбек — французский военный деятель.

## Биография
Сын Эжена де Монморанси и Маргариты-Александрины д'Аренберг.
Подданный испанской короны, во время Голландской войны в начале 1678 года перешел на службу к Людовику XIV. Командовал полком своего имени, участвовал в войне Аугсбургской лиги. В кампанию 1691 года служил в Савойской армии, и умер от болезни в Бриансоне, в Дофине.

## Семья
Жена (5.08.1670): Мария-Филиппа де Крой-Сольр (21.12.1642 — после 1682), дочь Филиппа -Эммануэля де Кроя, графа де Сольр-ле-Шато, и Изабели Клер де Ган-Вилен
Дети:
- Шарль-Филипп де Монморанси (2.11.1671—15.10.1716), принц де Робек. Жена (12.01.1714): Изабелла-Александрина де Крой-Сольр (1681—1718), дочь Филиппа-Эммануэля-Фердинанда де Кроя, принца де Сольр, и принцессы Анны Марии Франсуазы де Бурнонвиль
- Филипп-Эммануэль-Мари де Монморанси (1675-8.01.1676)
- Анн-Огюст де Монморанси (1679—27.10.1745), принц де Робек. Жена (23.12.1722): Катрин-Фелисите дю Белле (1707—3.06.1727), дочь графа Шарля дю Белле и Катрин-Рене де Жокур де Виль-Арну
- Изабель-Эжени де Монморанси, монахиня бенедиктинского монастыря Ла-Виль-Л'Эвек в Париже